# 1536년

## 연호
- 조선 중종 31년
- 명(明) 가정(嘉靖) 15년
- 일본(日本) 덴분(天文) 5년
- 후 레 왕조(後黎朝) 응우옌호아(元和) 4년
- 막 왕조(莫朝) 다이찐(大正) 7년

## 기년
- 류큐(琉球) 쇼세이왕(尚清王) 10년
- 명(明) 세종 가정제(世宗 嘉靖帝) 15년
- 조선(朝鮮) 중종(中宗) 31년
- 후 레 왕조(後黎朝) 장종(莊宗) 4년
- 막 왕조(莫朝) 태종(太宗) 7년

## 사건
• 장 칼뱅이 스위스 바젤에서 기독교 강요 라틴어 초판을 출간했다.

## 탄생
- 2월 6일 - 일본의 사무라이 삿사 나리마사. (~1539년)
- 12월 26일 - 조선의 문신, 성리학자 이이. (~1584년)

### 미상
- 조선 중기의 문신, 성리학자 정인홍. (~1623년)
- 조선의 이해수(李海壽).
- 조선의 중기의 무신, 군인 권순(權恂).
- 조선의 노직(盧稙).
- 조선의 이제신(李濟臣).
- 조선의 윤현(尹晛).
- 조선의 김각(金覺).
- 조선의 의병장 장지현. (~1593년)
- 조선의 정사위(鄭士偉).

## 사망
- 1월 7일 - 영국왕 헨리 8세의 첫 번째 부인 카탈리나 다라곤 왕녀. (1485년~)
- 5월 19일 - 영국왕 헨리 8세의 2번째 부인 앤 볼린. (1501년~)